# Joey McFarland
Joey McFarland (* 30. April 1972 in Louisville, Kentucky) ist ein US-amerikanischer Filmproduzent.

## Leben
Bereits McFarlands Mutter zeigte wöchentlich in Louisville Filme wie Casablanca, Vom Winde verweht und Der Pate. Dadurch wurde seine Begeisterung für Filme geweckt und er beschloss früh Filme zu machen. Er besuchte die DeSales High School und absolvierte danach die University of Louisville. McFarland ist Mitbegründer und stellvertretender Vorsitzender der Filmproduktionsgesellschaft Red Granite Pictures. 2011 führte ihn die Zeitschrift Variety in der Liste der 10 besten Produzenten.
Am 18. Juni 2013 wurde bekannt, dass McFarland mit seiner Firma Red Granite Pictures die Fortsetzung des Films Dumm und Dümmer von Peter und Bobby Farrelly produzieren und voraussichtlich am 14. November 2014 veröffentlichen werde.
Sein bisher größter Erfolg ist seine Tätigkeit als Produzent bei Martin Scorseses The Wolf of Wall Street, für den er erstmals für einen Oscar nominiert wurde.

## Filmografie (Auswahl)
- 2011: Friends with Kids
- 2013: Horns
- 2013: Auge um Auge (Out of the Furnace)
- 2013: The Wolf of Wall Street
- 2014: Dumm und Dümmehr (Dumb and Dumber To)
- 2015: Daddy’s Home – Ein Vater zu viel (Daddy's Home)
- 2017: Papillon
- 2022: Emancipation

## Auszeichnungen
- 2014: Producers Guild of America Award: Nominierung in der Kategorie Bester Produzent eines Kinofilms für The Wolf of Wall Street
- 2014: American Film Institute Award: Auszeichnung in der Kategorie Film des Jahres für The Wolf of Wall Street
- 2014: Oscar: Nominierung in der Kategorie Bester Film für The Wolf of Wall Street